# Dusona buddha
Dusona buddha là một loài tò vò trong họ Ichneumonidae.